# Real Maya
El Real Maya fue un equipo de fútbol de Honduras que jugó en la Liga Nacional de Honduras y en la Liga de Ascenso de Honduras, la segunda liga de fútbol más importante del país.
Fue fundado en el año 1985 en la capital Tegucigalpa y ha tenido varios nombres en su historia, pero el que más han usado es Real Maya. Es el equipo que representa a las Fuerzas Armadas de Honduras y nunca ha sido campeón de liga, aunque sí ha ganado el torneo de copa en 1 ocasión, único título relevante en su historia.
A nivel internacional ha participado en 1 torneo continental, en la Recopa de la Concacaf del año 1994, donde llegó hasta las Semifinales.

## Historia
Originario de la Ciudad Capital originalmente fundado con el nombre de Cobras y representativo de las Fuerzas Armadas de Honduras.
Cuando ascendieron a primera en la temporada 1991, al año siguiente para jugar en primera, cambian su nombre a Real Maya jugando sus partidos en el Estadio Nacional de Tegucigalpa, posteriormente se mudaron a jugar a Siguatepeque en el Departamento de Comayagua, para mejorar en lo financiero manteniéndose hasta la temporada 1998-1999 donde descendieron.
Participa en la Liga de ascenso las temporadas del 2000 hasta 2001, retornando a la primera división en la temporada 2002, para tener más apoyo económico cambiaron el nombre a Real Comayagua y juegan como local en el departamento de Comayagua, pero no tuvieron apoyo de la afición y trasladan sus partidos a la Ciudad de Danlí Departamento del Paraíso, luego en 2003 por falta de apoyo se mudaron al Departamento de Santa Bárbara con el nombre de Real Patepluma, donde no les fue muy bien en lo económico teniendo demasiados problemas por lo cual solo juegan el campeonato Apertura 2003.
No terminan el torneo Clausura y son desafilados por falta de recursos económicos por parte de la Liga Nacional.

## Palmarés
- Liga de Ascenso de Honduras: 1

2000-01
- Copa de Honduras: 1

1993

## Participación en competiciones de la Concacaf
- Cup Winners Cup: 1 aparición

1994 - Semifinales